# Hound Dogs
 For alternative betydninger, se Hound Dog (flertydig). (Se også artikler, som begynder med Hound Dog)
Hound Dogs er den engelske betegnelse for hunderacer, der især bruges til jagt (uden skydevåben) og sporing. Gruppen omfatter bl.a.: Afghan Hound, American Foxhound, Basenji, Bassethund, Beagle, Black and, Tan Coonhound, Blodhund, Borzoi, Dachshund, English Foxhound, Greyhound, Harrier, Ibizan Hound, Irsk Ulvehund, Norsk Elghund, Otterhound, Petit Basset Griffon Vendeen, Pharaoh Hound, Plott, Redbone Coonhound, Rhodesian ridgeback, Saluki, Scottish Deerhound og Whippet.